# Taeniolethrinops cyrtonotus
Taeniolethrinops cyrtonotus es una especie de peces de la familia Cichlidae en el orden de los Perciformes.

## Morfología
Los machos pueden llegar alcanzar los 11,2 cm de longitud total.

## Hábitat
Es una especie de clima tropical que vive entre 20-60 m de profundidad.

## Distribución geográfica
Se encuentra en África):  lago Malawi.